# Вітрифікована фортеця

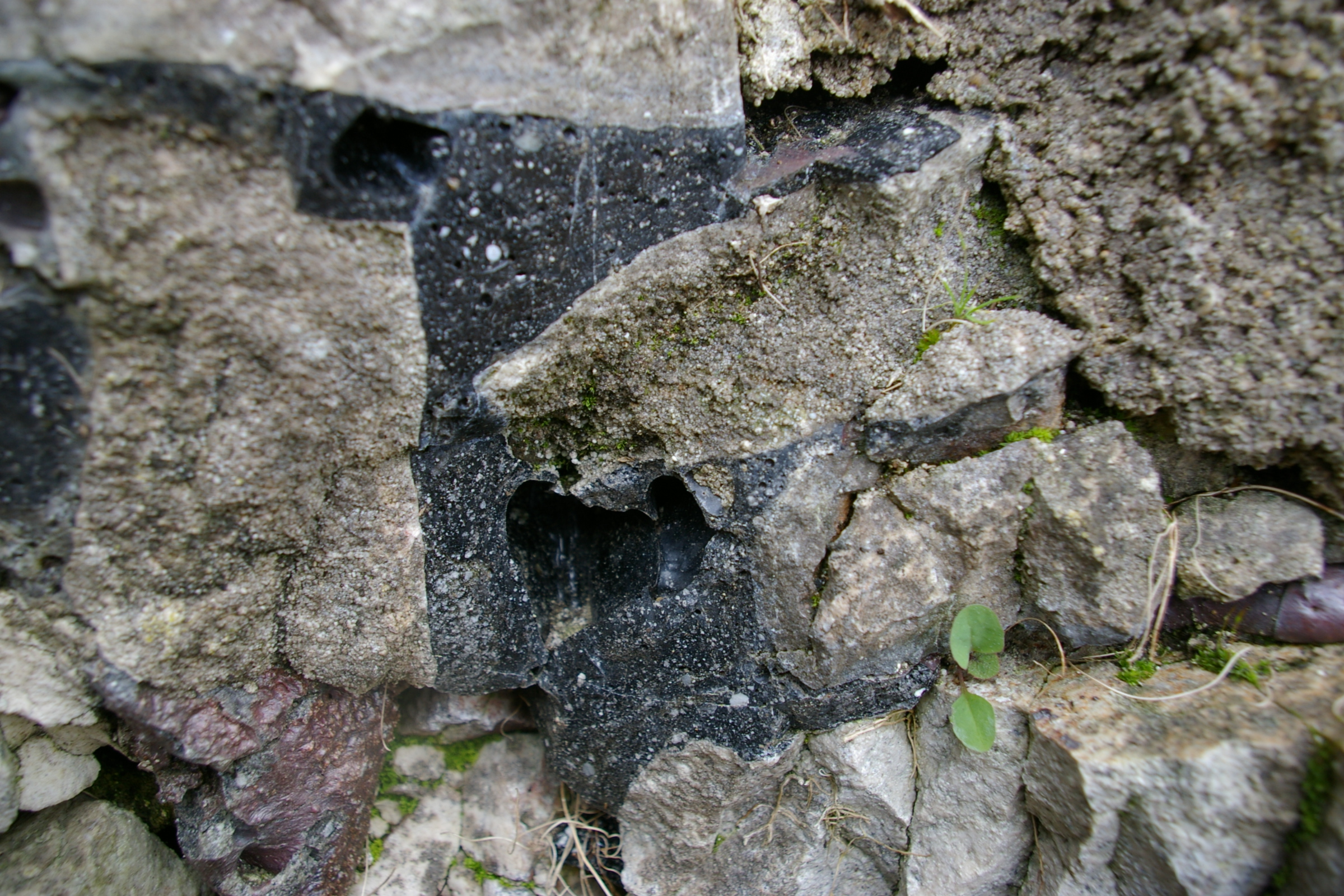
Вітрифікована частина стіни замку Сент-Сюзанн, Франція.

Вітрифікована фортеця — фортеця (або інший об'єкт фортифікації), кам'яні стіни якої піддані вітрифікації, тобто частково розплавлені, а порожнечі між ними заповнені склоподібним шлаком.
Вітрифіковані фортеці зазвичай розташовані на пагорбах, і формують міцні оборонні конструкції. Їх форма, була визначена контуром плоских вершин, які вони охоплюють. Стіни різняться за розміром, деякі мають висоту понад 3,7 м і настільки широкі, що мають вигляд насипів. Слабкі частини оборони посилені подвійними або потрійними стінами, а іноді великими лініями стін, що складені із великих  каменів без вітрифікації, що  охоплюють вітрифікований центр, на деякій відстані від нього. 

## Загальні відомості
Термін «вітріфікована фортеця» (стіна, вал) належить до стародавніх будов, що виникли в діапазоні від неоліта до кельтів і римського періоду. Камені, що їх складають, являють собою піщаники, граніта (або аналогічний матеріал) були піддані вітрифікації, тобто розігріті до так званої температури склування, яка в даних  випадках була не нижчою за 1100–1300 °С. Залишки близько 200 подібних споруд існують на більшій частині Європи, включаючи Британські острови, Францію, Скандинавію, Німеччина, Угорщина, Португалія. Є подібне і в інших частинах світу, наприклад індостанський Мохенджо-Даро. Як правило, споруди розташовані на пагорбах та займають вигідні оборонні позиції. Їх камені і зв'язуючий розчин перетворені на скло, чорно-зелений колір якого і фактура подібні ковальському шлаку. При цьому часто довжина стін перевищує 20 метрів, товщина 2,5 і висота — 1 метр. Тобто вітрифіковані будови є свого роду недоречним артефактом, тому, що для створення ефекту був потрібний значний за потужністю і тривалістю тепловий вплив, що важко уявити для стародавніх часів.
Ні вапно, ні цемент не були знайдені в жодній із цих структур, усі вони представляють особливість бути більшою чи меншою мірою укріпленими внаслідок злиття гірських порід, з яких вони побудовані. Це злиття, спричинене застосуванням сильного тепла, не є однаково повним у різних фортах або навіть у стінах одного форту. У деяких випадках камені лише частково розплавлені та кальциновані; в інших їх суміжні краї зрощені так, що вони міцно з'єднані; у багатьох випадках шматки гірської породи оповиті склоподібним емалевим покриттям, яке з’єднує їх в єдине ціле; і іноді, хоча рідко, вся довжина стінки представляє одну суцільну масу склоподібної речовини.

## Історія
Одна з найбільш ранніх згадок про вітрифіковані елементи укріплень зустрічається в книзі «Поліоркетика» (дав.-гр. Πολιορκητικά) у Аполлодора Дамаскского архітектора і інженера початку II століття.
Перші наукові описи та сплеск інтересу до вітрифікованих фортець датуються XIX століттям. Наприклад, у 1806 році французький натураліст Луїс Молні (фр. Louis Maulny), у 1811 році автор історичних нарисів П'єр Ренуар, 1829 року археолог і мінералог Жан-Марі Башло, а 1862 року Французьке суспільство археології стосувалися різних аспектів створення вітрифікованих споруд.

## Гіпотези походження вітрифікування
На сьогодні, не існує загальновизнаної гіпотези походження древнього вітрифікування. Серед різних версій найбільшого поширення набула так звана катастрофічна, яка передбачає організацію знищувальної пожежі, наприклад силами ворогів. Однак вона не дає задовільних пояснень технології створення тривалого і потужного теплового впливу на стіни кам'яних будов. 
Останнє дослідження на цю тему показує, що, швидше за все, такі форти навмисно спалювали їх творці для різних цілей (військові або культові). Якщо для військових цілей, то спалювання сприяло зміцненню стіни — посилення відбувається просто тому, що дрібнозернисті матеріали між більшими блоками можуть сплавлятися разом при спіканні, коли вони частково розплавлені. І справді, так часто повідомляється, що великі блоки оточені склоподібною масою, яка сплавляється з ними». 